# Trigonosaurus
Trigonosaurus là một chi khủng long, được Campos Kellner Bertini & Santucci mô tả khoa học năm 2005.
Loài này từng sinh sống ở khu vực nay à Brazil. Loài điển hình, Trigonosaurus pricei, lần đầu tiên được mô tả bởi Campos, Kellner, Bertini và Santucci vào năm 2005. Nó dựa trên hai mẫu vật, cả hai đều bao gồm chủ yếu là đốt sống. Trước khi mô tả của nó, loài được gọi là "Peirópolis titanosaur", theo nơi nó được tìm thấy.